# Xã Caroline, Quận Lonoke, Arkansas
Xã Caroline (tiếng Anh: Caroline Township) là một xã thuộc quận Lonoke, tiểu bang Arkansas, Hoa Kỳ. Năm 2010, dân số của xã này là 5.238 người.